# Latady Island
Latady Island är en låg, helt istäckt ö i Antarktis. Ön är ungefär 65 kilometer lång och 18,5 kilometer bred. Den ligger 45 kilometer söder om Charcot Island och väster om Alexander Island samt utgör gräns i sydost för Wilkins shelfis.
Konturerna av Latady Island upptäcktes från luften av den australiensiske polarforskaren Hubert Wilkins 1929, men utan att det stod klart att det var frågan om en ö. Den fotograferades av Ronne Antarctic Research Expedition (RARE), 1947–1948, och kartlades utifrån dessa fotografier. Den namngavs på 1960-talet efter William R. Latady, fotograf och navigatör vid RARE-expeditionen.